# Epilobium stereophyllum
Epilobium stereophyllum là một loài thực vật có hoa trong họ Anh thảo chiều. Loài này được Fresen. mô tả khoa học đầu tiên năm 1837.